# Euphorbia buschiana
Euphorbia buschiana — вид рослин із родини молочайних (Euphorbiaceae), ендемік Північного Кавказу.

## Опис
Це рослина 5–10 см заввишки. Стебла густолистяні. Листки голі, оберненояйцювато-еліптичні, сидячі, на верхівці субвиїмчасті. Квітки жовті. Коробочка яйцювата. Квітне влітку.

## Поширення
Ендемік Північного Кавказу.